# کهمشتدت
کهمشتدت (به آلمانی: Kehmstedt) یک شهر در آلمان است که در تورینگن واقع شده‌است. کهمشتدت ۵۱۱ نفر جمعیت دارد.